# HMS Wallflower (K44)
HMS Wallflower (K44) je bila korveta razreda flower Kraljeve vojne mornarice, ki je bila operativna med drugo svetovno vojno.

## Zgodovina
Kraljeva vojna mornarica je 29. julija 1946 prodala korveto; sprva je bila preurejena v nosilko boj, nato pa v kitolovko. Oktobra 1966 so ladjo razrezali v Grimstadu.